# Carol Davila

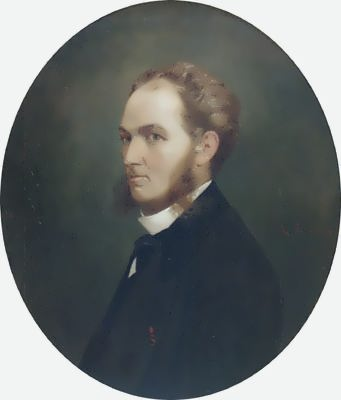
Carol Davila - retrato por Theodor Aman

Carol Davila (1828 – 24 de agosto de 1884) foi um médico romeno de origem italiana.

## Biografia
De origem humilde, foi provavelmente uma criança abandonada, tendo sido o sobrenome Davila dado pela família adoptiva.
Davila estudou medicina na Universidade de Paris, tendo-se formando em fevereiro de 1853. Em março daquele ano, chegou à Romênia. Foi organizador do serviço médico de combate do exército romeno e do sistema de saúde pública do país. Davila, junto a Nicolae Kretzulescu, inaugurou o treinamento médico na Romênia em 1857, fundando a Escola Nacional de Medicina e Farmácia. Foi ele quem determinou às autoridades governamentais que emitissem as primeiras instruções oficiais sobre os cuidados de saúde dos operários e a organização dos distritos médicos no país.
Graças às suas muitas atividades, várias associações científicas surgiram na Romênia: a Sociedade Médica (1857), a Cruz Vermelha da Romênia (1876), a Sociedade de Ciências Naturais (1876). Com sua assistência, duas revistas médicas passaram a ser impressas: a Medical Register (1862) e a Medical Gazette (1865). Durante a Guerra russo-turca de 1877–1878, Davila foi o chefe do serviço sanitário do Exército.
Davila também é creditado pela invenção da tintura de Davila, para tratamento de cólera, uma solução oral baseada em opióides para o tratamento de sintomas da diarreia.
Hoje, a Universidade Carol Davila de Medicina e Pharmácia, em Bucareste, a maior do gênero na Romênia, leva seu nome. 

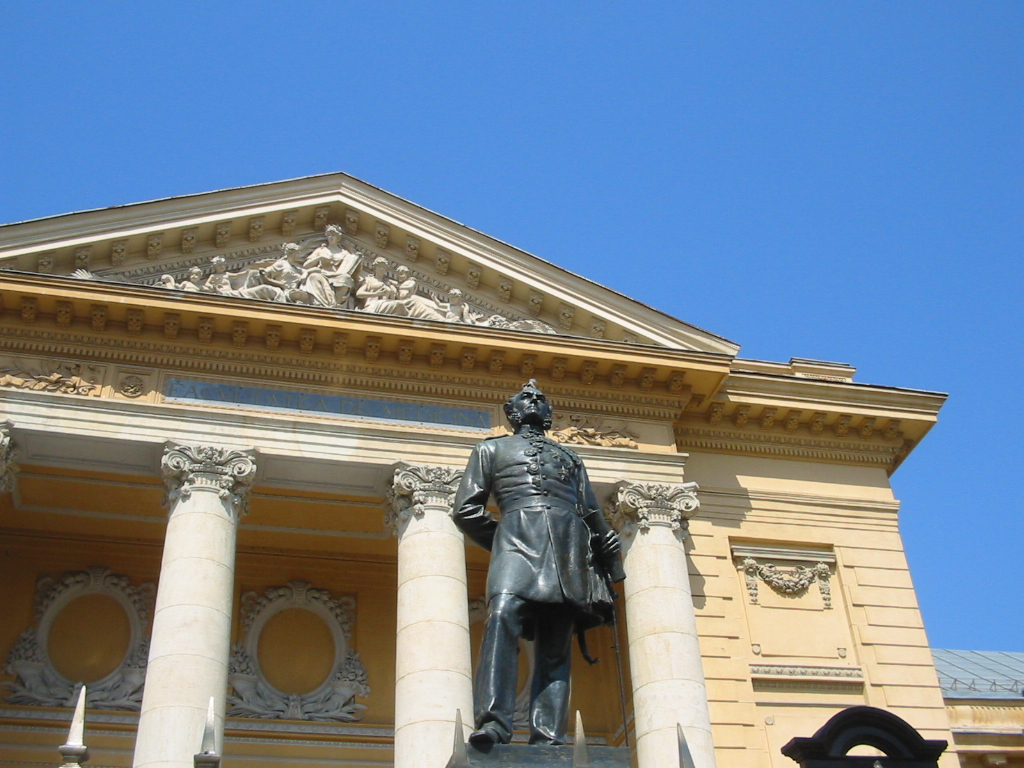
Estátua de Carol Davila por Karl Storck, na frente da Universidade de Medicina e Pharmácia de Bucareste

Em 14 de janeiro de 1874, sua esposa, Ana Racoviţă, descendente das famílias boiardas Racoviţă e Golescu, foi envenenada acidentalmente quando um colega de Davila lhe deu estriquinina em vez de quinino. O filho de Davila, Alexandru Davila, foi um notório dramaturgo e amigo do Rei Carlos I da Romênia.

## Obra
- Profilaxia da Sífilis (1853)
- Ar Atmosférico (1871).